# Size 8
Linet Masiro Munyali (sinh ngày 4 tháng 8 năm 1987), được biết đến với tên Size 8, là ca sĩ, người viết bài hát và diễn viên người Kenya. Xuất thân là nghệ sĩ secular, Size 8 được biết đến với các đĩa đơn "Shamba Boy" và "Moto". Tháng 4 năm 2013, cô xác nhận sẽ hồi sinh trở lại bằng việc phát hành ca khúc phúc âm đầu tiên và được đánh giá cao của cô "Mateke". Là một nữ diễn viên, cô nổi tiếng nhất trong vai diễn trong bộ phim hài pháp luật Mashtaka.

## Thời thơ ấu và học vấn
SInh ra vào ngày 4 tháng 8 năm 1987, Linet Masiro Munyali lớn lên ở Maringo Estate tại Nairobi. Cô là người con thứ sáu trong số sáu anh chị em khác của Samuel Kirui Munyali, một người Uganda và Esther Njeri, một người Kenya và cả hai đều là thành viên của giáo sĩ. Cô theo học tại Trường Tiểu học Dr.Livingstone nơi cô đứng đầu trong lớp học của mình trong KCPE. Ở trường trung học, cô nhận được học bổng tại State House Girls.